# 마름모

마름모의 정의

평면 기하에서 마름모(rhombus)는 네 변의 길이가 모두 같은 등변 사각형으로, 능형(菱形)이라 불리기도 한다. 마름모의 이름은 마름이라는 식물의 잎 모양에서 온 것이다. 
사각형 ABCD가 마름모가 될 필요충분조건은 다음과 같다.
1. 네 변의 길이가 같다.(정의)
2. 두 대각선이 서로를 수직이등분한다.

## 성질
항상 내접원이 있다.

### 마름모의 두 대각선은 서로 수직이다.
마름모는 마주보는 변의 길이가 같다.

#### 증명

마름모의 두 대각선은 서로 수직이다.

두 대각선 AC와 BD의 교점을 I라고 하면 마름모는 평행사변형이므로
{\displaystyle \triangle IAB} 와 {\displaystyle \triangle IAD}에서
{\displaystyle {\overline {IB}}={\overline {ID}},{\overline {AB}}={\overline {AD}},{\overline {IA}}}는 공통
{\displaystyle \therefore \triangle IAB\equiv \triangle IAD\therefore \angle AIB=\angle AID=90^{\circ }}
그러므로 {\displaystyle {\overline {AC}}\perp {\overline {BD}}}이다.

## 넓이
- 한 대각선의 길이가 {\displaystyle l}, 다른 대각선의 길이가 {\displaystyle w}라 하면

{\displaystyle S={\frac {1}{2}}lw}
- 한 변의 길이가 {\displaystyle a}이고, 그 끼인 각의 크기를 {\displaystyle \theta }라 하면

{\displaystyle S=a^{2}\sin \theta }

## 같이 보기
- 메르켈 마름모
- 편능형
- 초타원

| - 일반적인 사각형 - 사다리꼴 - 등변사다리꼴 - 연꼴 - 평행사변형 - 마름모 - 직사각형 - 정사각형 |